# 1542
1542 (MDXLII) var ett normalår som började en söndag i den julianska kalendern.

## Händelser

### Juni
- Juni – Uppror utbryter i Småland och blir känt under namnet Dackefejden, efter ledaren Nils Dacke. Anledningen är höjda skatter och reformationen. Växjö och borgen Kronoberg erövras, men en styrka under Gustaf Olofsson hindrar upproret att spridas till Finnveden.

### Augusti
- Augusti – En kunglig här anfaller upprorsmännen vid Jönköping.

### September
- 28 september – Juan Rodríguez Cabrillo blir den förste europén som upptäcker Kalifornien.[1]

### November
- 8 november – Upproret går så bra för smålänningarna att Gustav Vasas befälhavare tvingas sluta stillestånd med dem i Slätbacka vid Linköping. Upprorsmännen kontrollerar då hela Småland (utom Kalmar), Öland och delar av Östergötland. Under vapenvilan rustar Gustav Vasa för nytt krig, medan Dacke knyter kontakter med tyska furstar.
- 25 november – Dacke kallar till möte i Växjö, där han genomdriver ett förbud mot röveri, men också förbud mot att betala skatt, innan man har kommit till tals med kungen.
- Den kinesiska kejsarens harem gör uppror och haremskvinnorna försökte strypa honom i den komplott som har kallats Palatskvinnornas uppror

### December
- 14 december – När den skotske kungen Jakob V dör 30 år gammal blir hans endast sex dagar gamla dotter Maria I regerande drottning av Skottland, vilket hon förblir i 25 år, innan hon 1567 tvingas abdikera.

### Okänt datum
- Sverige sluter sitt första förbund med Frankrike. Gustav Vasa har därmed sällat sig till den kejsarfientliga sidan i storpolitiken.
- Romerska inkvisitionen bildas.

## Födda
- 24 juni – Johannes av Korset, spansk mystiker och helgon.
- 25 juni – hertig Magnus av Östergötland, svensk prins, son till Gustav Vasa och Margareta Eriksdotter (Leijonhufvud).
- 4 oktober – Roberto Bellarmino, italiensk teolog, jesuit och kardinal, helgon.
- 15 oktober – Akbar den store, indisk stormogul.
- 1 november – Tarquinia Molza, italiensk skald, känd som en av sin samtids lärdaste kvinnor.
- 8 december – Maria I, regerande drottning av Skottland från 14 december detta år till 1567 och drottning av Frankrike 1559–1560, gift med Frans II.

## Avlidna
- 13 februari – Katarina Howard, drottning av England 1540–1541 (gift med Henrik VIII) (avrättad).
- 15 juli – Lisa del Giocondo, italiensk adelsdam, modell för Leonardos Mona Lisa.
- 24 augusti – Gasparo Contarini, italiensk kardinal och diplomat.
- 14 december – Jakob V, kung av Skottland sedan 1513.
- India Juliana, paraguayansk hjältinna.

### Fotnoter
1. ↑  World Statesmen (läst 4 april 2011)